# Molo Audace
Il molo Audace si trova sulla riva marina di Trieste, in pieno centro della città, a pochi passi da piazza Unità d'Italia e dal Canal Grande. Separa il bacino di San Giorgio dal bacino di San Giusto del Porto Vecchio.

## Storia
Nel 1740 affondò nel porto di Trieste, vicino alla riva, il vascello austriaco San Carlo. Invece di rimuovere il relitto, si decise di utilizzarlo come base per la costruzione di un nuovo molo, che venne realizzato tra il 1743 e il 1751 e fu intitolato appunto a San Carlo.
Allora il molo era più corto di come si presenta oggi; misurava infatti solamente 95 metri di lunghezza ed era unito a terra tramite un piccolo ponte di legno. Nel 1778 venne allungato di 19 metri e nel 1860-1861 di altri 132 metri, raggiungendo così l'attuale lunghezza di 246 metri. Anche il ponte venne eliminato, congiungendo il molo direttamente alla terraferma, e sull'estremità in mare venne aggiunta una rosa dei venti in pietra.
Al molo san Carlo attraccavano allora sia navi passeggeri che navi mercantili, con gran movimento di persone e di merci.
Alla fine della prima guerra mondiale, il 3 novembre del 1918 alle 16:10 la prima nave della Marina Italiana ad entrare nel porto di Trieste e ad attraccare al molo San Carlo fu il cacciatorpediniere Audace, la cui ancora si crede sia esposta alla base del faro della Vittoria; in realtà l'ancora è del gemello Berenice, in quanto l'Audace venne trasformato in torpediniera durante la seconda guerra mondiale, dove affondò ed il relitto (comprensivo di ancora) è stato ritrovato nel 1999.

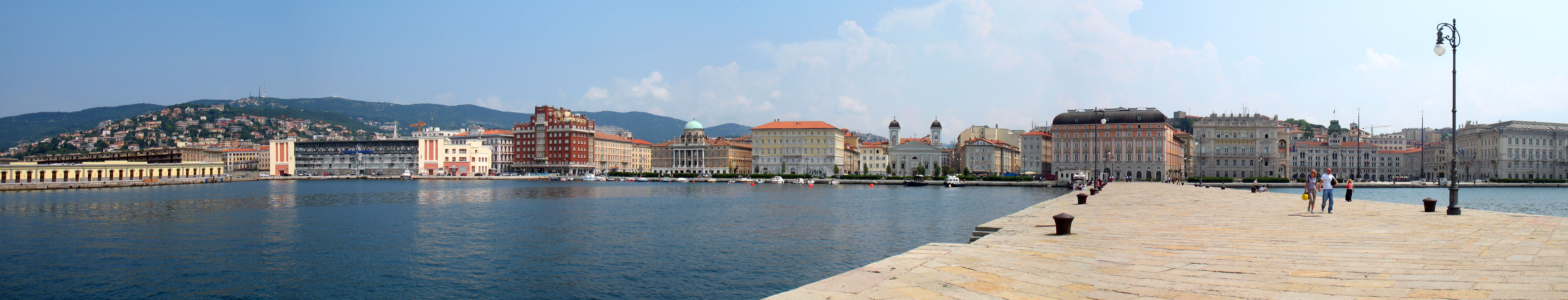
Il frontemare di Trieste (dalla Capitaneria di Porto a piazza Unità d'Italia) visto dalla cima del molo Audace

In ricordo di questo avvenimento, nel marzo del 1922 venne cambiato nome al molo, chiamandolo appunto molo Audace, e all'estremità del molo stesso nel 1925 la rosa dei venti in pietra venne sostituita con una in bronzo, con al centro l'epigrafe «Approdò a questo molo la R. nave Audace prima col vessillo d'Italia III novembre MXMXVIII» su testo di Silvio Benco e sul fianco la dicitura «Fusa nel bronzo nemico III novembre MCMXXV»; la data «MCMIL» incisa sotto l'alabarda sulla colonna in pietra che sorregge la rosa dei venti si riferisce invece al ripristino della stessa dopo il danneggiamento subito durante la seconda guerra mondiale.
Nel tempo, con lo spostamento dei traffici marittimi in altre zone del porto, il molo Audace perse progressivamente la sua funzione mercantile, ed oggi vi attraccano saltuariamente solo imbarcazioni di passaggio. Il molo è rimasto così un frequentato luogo di passeggio, una passerella protesa sul mare che completa la passeggiata sulla riva e in piazza Unità d'Italia.
(Umberto Saba, Il molo, vv.1-4)
Ben presto il molo Audace è divenuto uno dei posti più noti della città di Trieste e un celebre luogo d'incontro per innamorati, che tradizionalmente si baciano in fondo al molo dopo averlo percorso.
(Anonimo)

## Galleria d'immagini

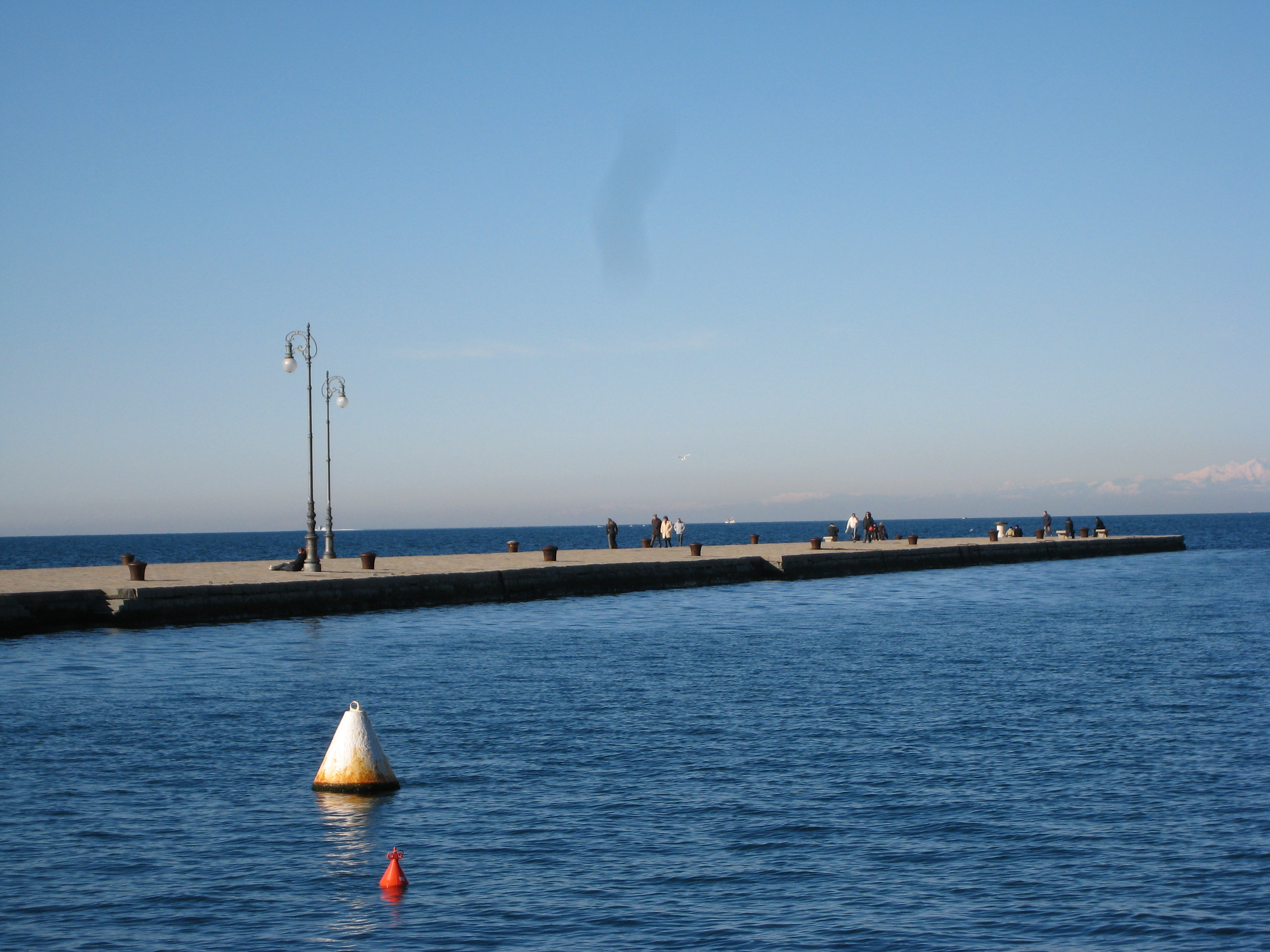
Il molo visto dalle rive. Si notano sullo sfondo le vette innevate delle montagne.
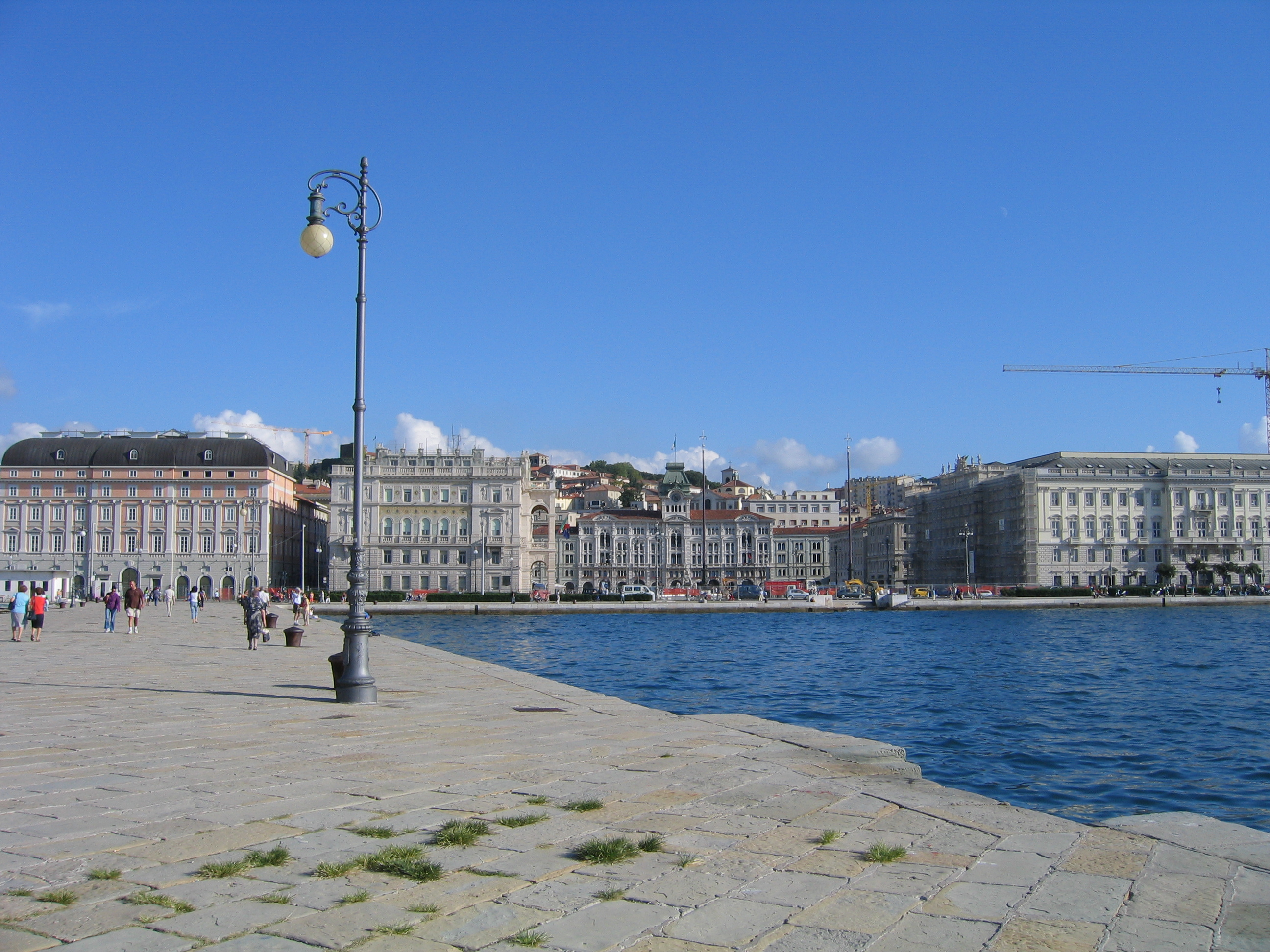
Piazza Unità vista dal molo Audace.
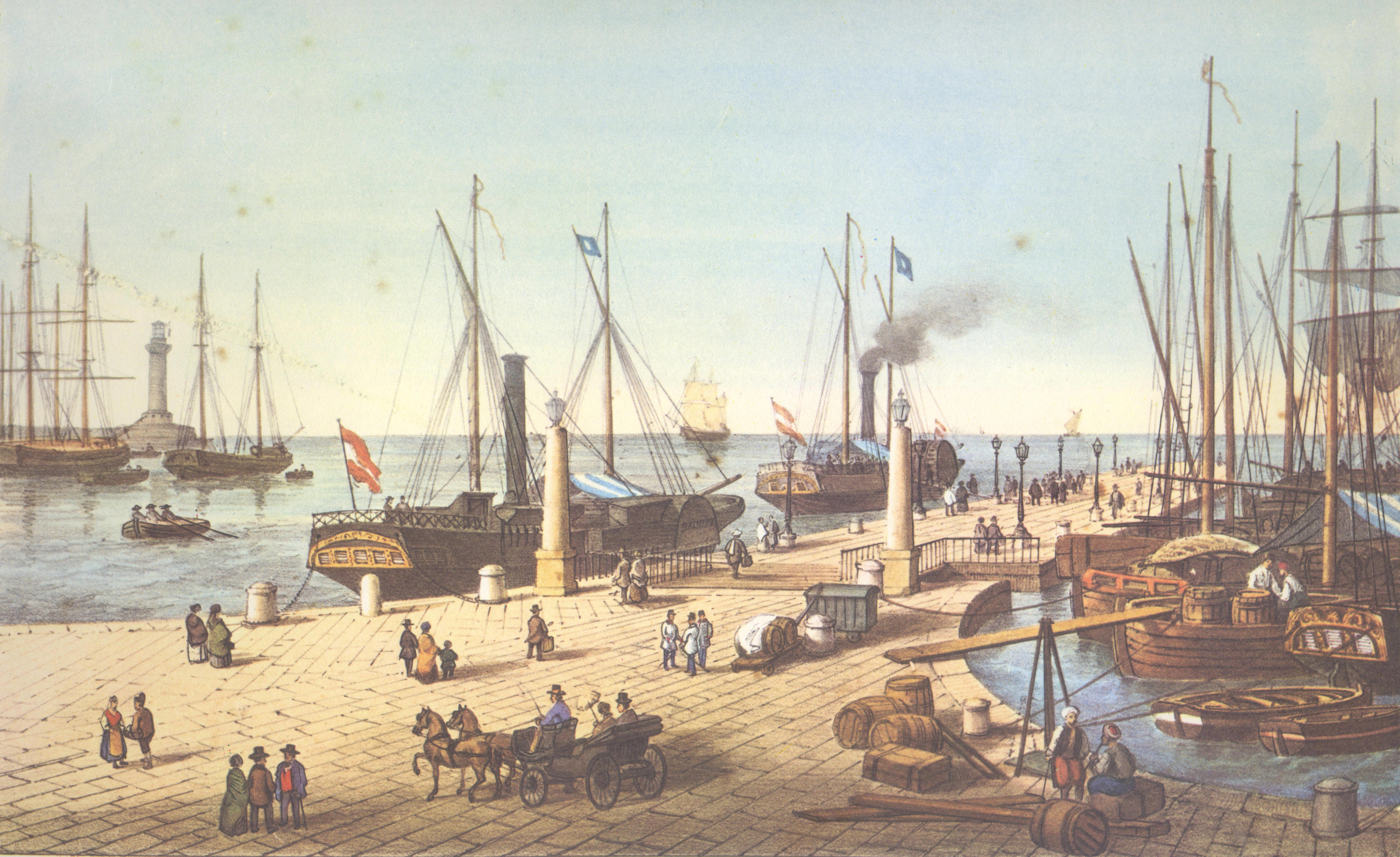
Un disegno di Marco Moro del 1854.
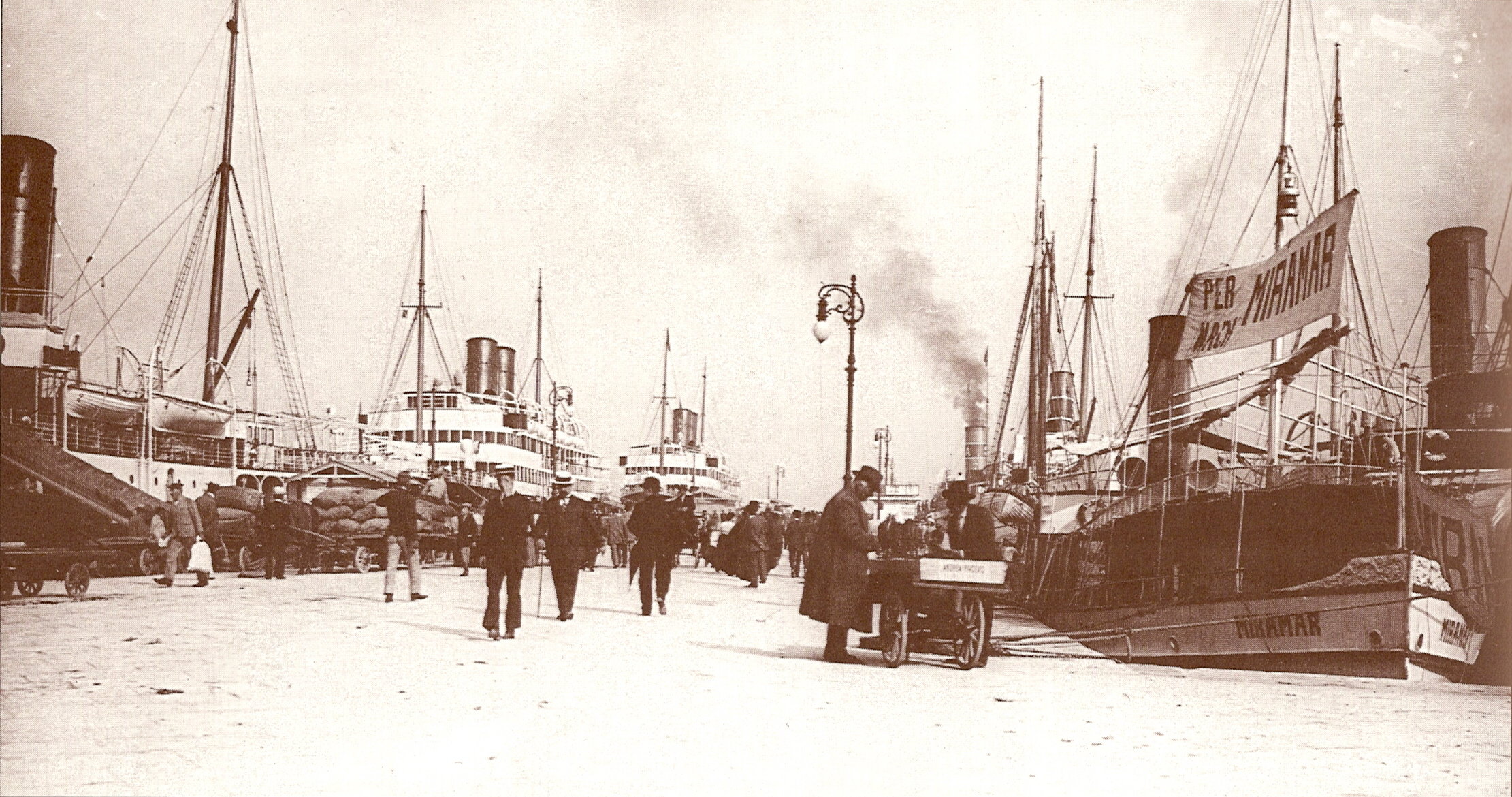
Un'altra immagine del molo nel secolo scorso.
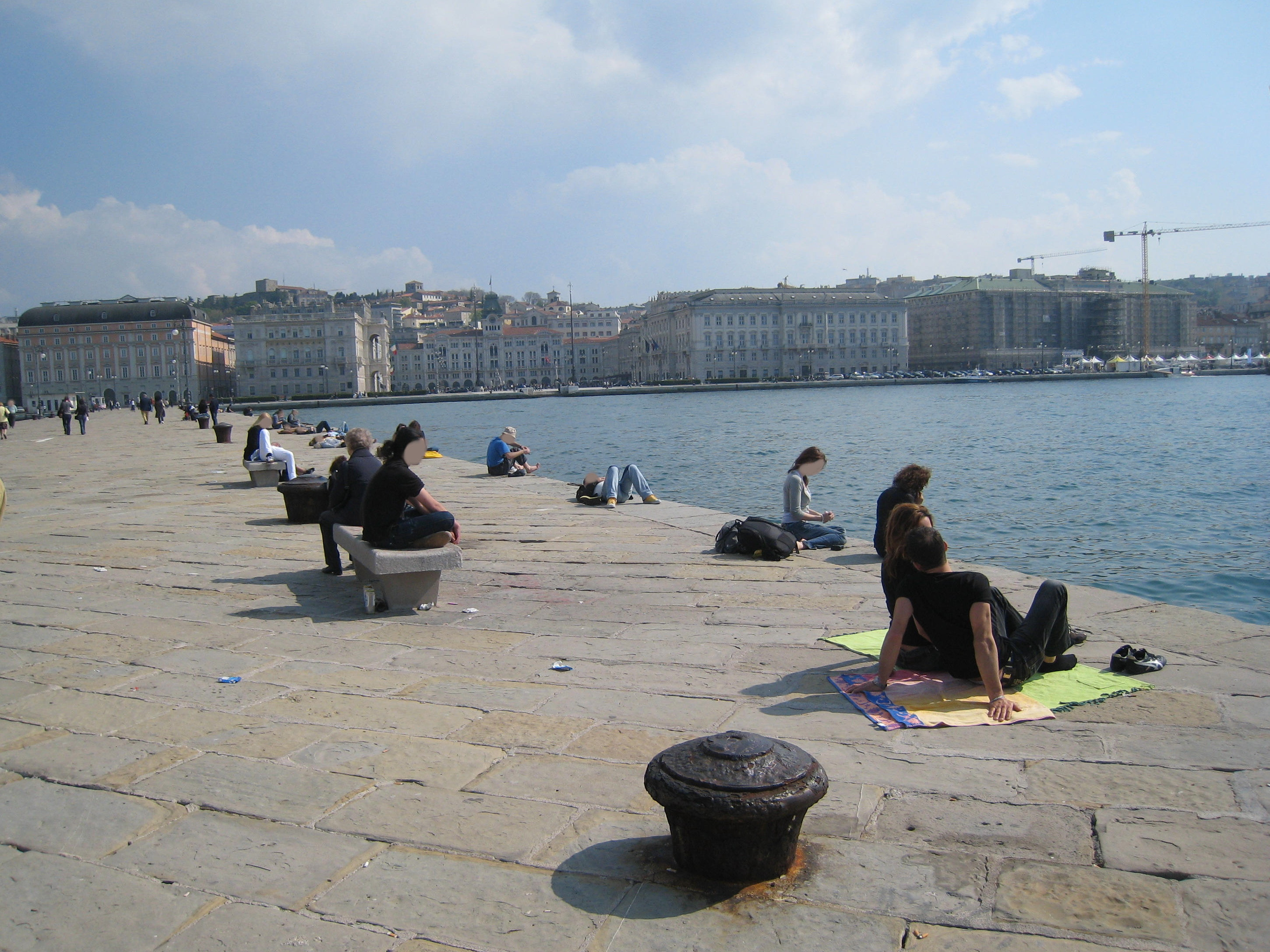
I turisti si godono il primo sole primaverile.
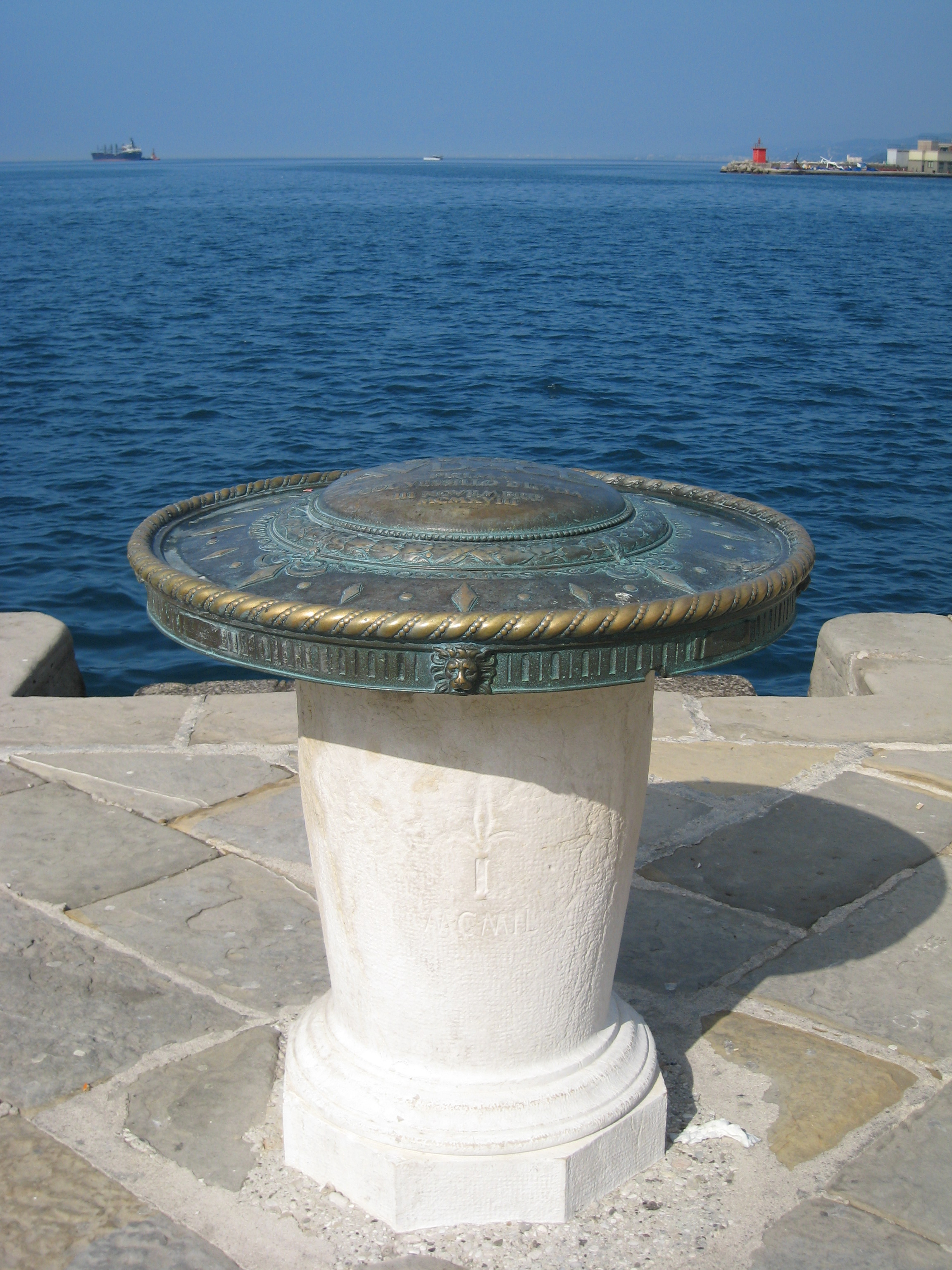
La rosa dei venti in testa al molo.
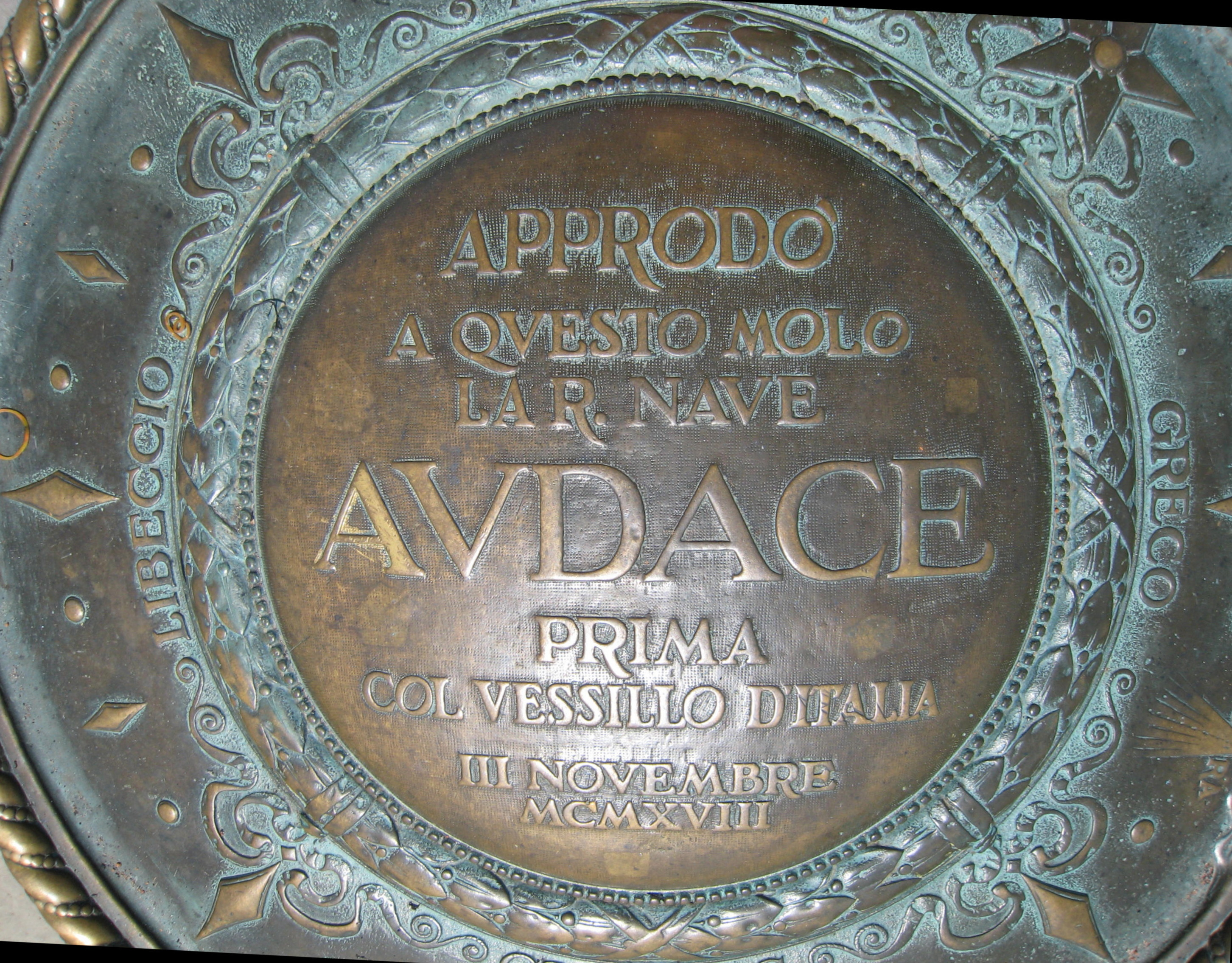
L’iscrizione sulla rosa dei venti dettata da Silvio Benco.
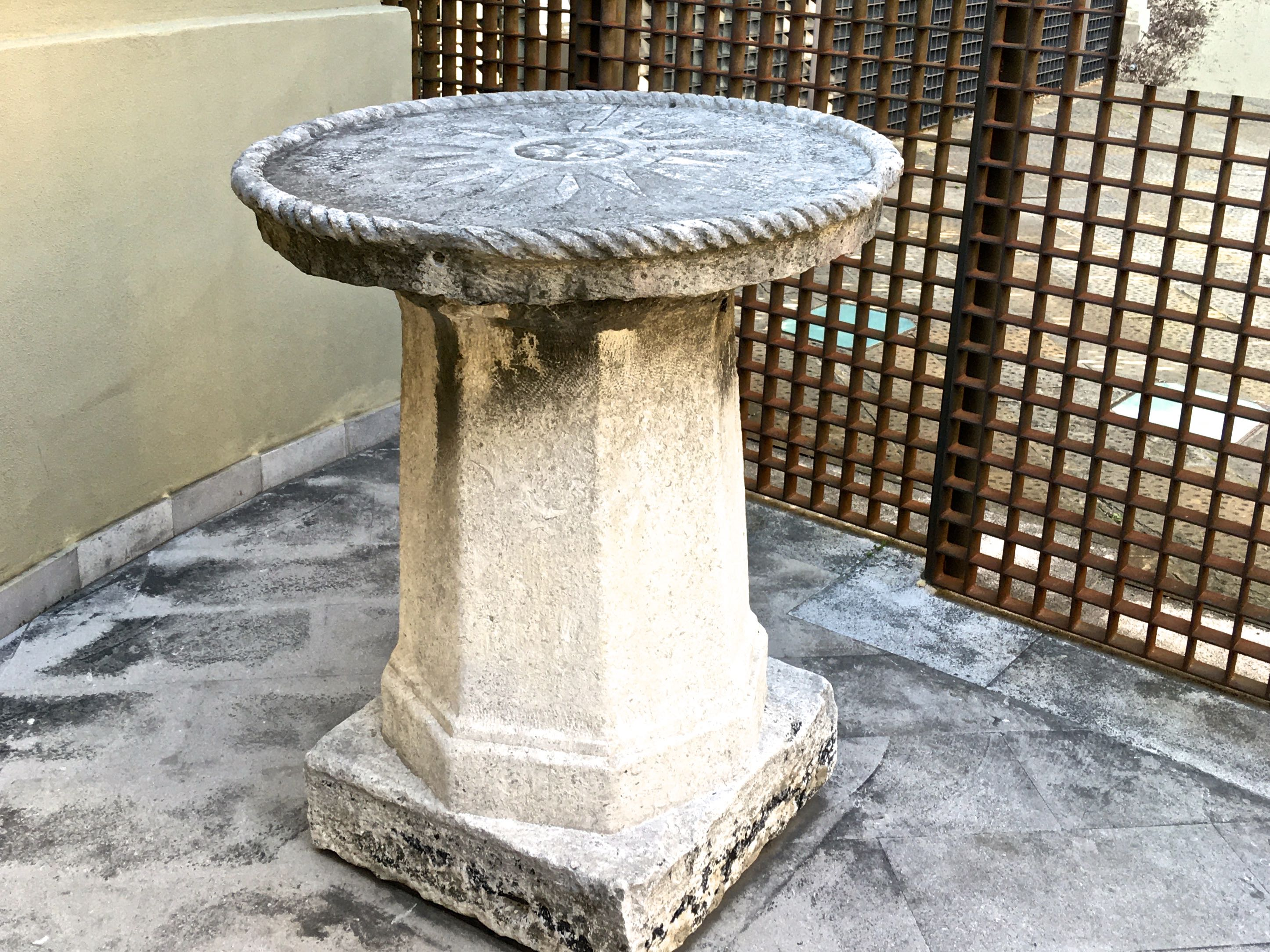
La precedente rosa dei venti, ora custodita all'orto lapidario.
Il cacciatorpediniere Audace.
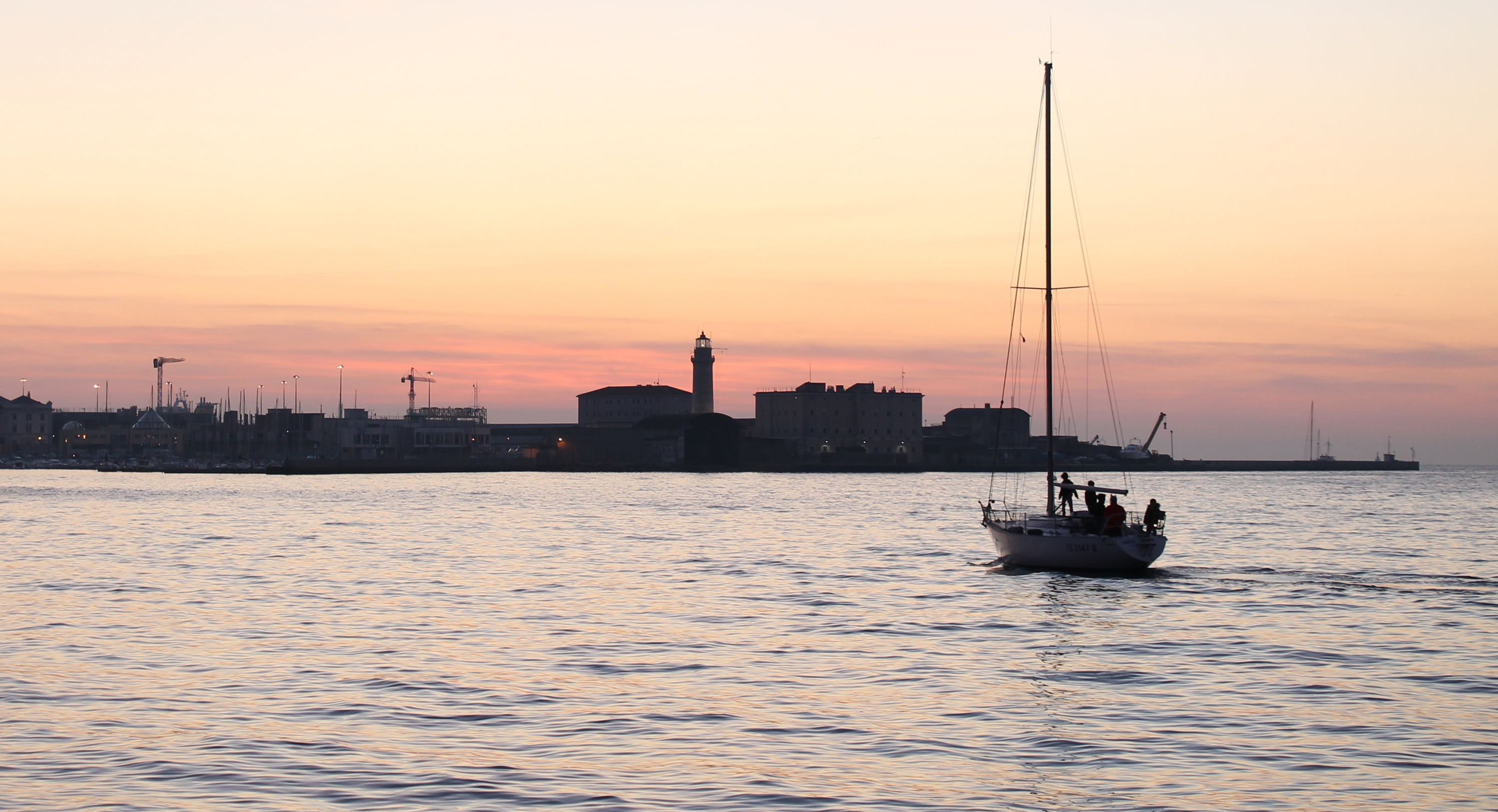
Vista al tramonto dal molo.